# Joseph Franz Weigl
Joseph Franz Weigl, también Franz Joseph Weigl (Baviera, 19 de mayo de 1740 - Viena, 25 de enero de 1820) fue un violonchelista alemán y primer violonchelista de la orquesta del príncipe Esterházy.

## Biografía
Se casó en 1764 con (Anna Maria) Josepha Scheffstoss, antigua cantante de la corte. Weigl tocó bajo la dirección de Joseph Haydn, y por su recomendación, entró de violonchelista en la corte de Eisenstadt en 1761. Gran amigo de Haydn, que fue el padrino de su hijo mayor, se cree que escribió para él su Concierto para violonchelo en Do mayor (Hob. VIIb/1). En 1769 fue nombrado primer violonchelista de la orquesta de la Ópera Imperial de Viena y en 1792 fue admitido como miembro de la Capilla Imperial.
Según la autobiografía del músico Martin Vogt (1781-1854), recibió lecciones gratuitas de violonchelo de Weigl alrededor de 1800. Al poco tiempo, ambos aparecieron tocando a dúo en Klosterneuburg y otros lugares.
Su hijo Joseph Weigl (1781–1854) fue compositor y director de orquesta.